# シバ王国
シバ王国もしくはシェバ王国（-おうこく、英語：Sheba、ヘブライ語：שבא、ヘブライ語の英語転写：sh'va, Saba、アラビア語：سبأ、アムハラ語：ሳባ）は旧約聖書に登場するシェバという土地に存在する国家である。ソロモン王とシバの女王の物語で知られている。
アラビア語で「サバア（سبأ、Saba'）」、ヘブライ語で「シェバ（שבא）と呼ばれ、英語ではヘブライ語を転写した
「シーバ（Sheba）」と呼ばれている。日本語では英語名のシーバが変化した「シバ」という表記も用いられる。
日本においては、旧約聖書の『列王記』で言及される「シェバ」、中世アラビア語文献で言及される南アラビアのサバア（サバ）王国、南アラビアの一次史料（碑文）に確認される国家の「シャバァ」は、同一のものと見なされることが多い。1世紀の歴史家フラウィウス・ヨセフスは著書『ユダヤ古代誌』においてエジプト南部の中心都市を指す「サバ（メロエ）」と旧約聖書のシェバを同一視し、5世紀の歴史家フィロストルギオスは『教会史』でサバ王国を旧約聖書に現れるシェバの国と解説した。